# NGC 4214
NGC 4214 (ook: NGC 4228) is een onregelmatig sterrenstelsel in het sterrenbeeld Jachthonden. Het hemelobject ligt 13 miljoen lichtjaar van de Aarde verwijderd en werd op 28 april 1785 ontdekt door de Duits-Britse astronoom William Herschel.

## Synoniemen
- ZWG 187.32
- UGC 7278
- KUG 1213+366
- MCG 6-27-42
- IRAS 12131+3636
- PGC 39225